# Arbuissonnas
Pour les articles homonymes, voir Salles.
Arbuissonnas  est une ancienne commune française du département du Rhône. Le 1er janvier 1976, elle fusionne avec Salles, pour former la nouvelle commune de Salles-Arbuissonnas-en-Beaujolais, dont Salles constituera le chef-lieu.

## Histoire
Le 1er janvier 1976, la commune fusionne avec Salles pour former Salles-Arbuissonnas-en-Beaujolais.

## Politique et administration

### Liste des maires
| Période | Période | Identité               | Étiquette | Qualité |
| ------- | ------- | ---------------------- | --------- | ------- |
| 1818    |         | BERTHIER               |           |         |
| 1828    |         | Antoine LAVEUR         |           |         |
| 1833    |         | Jean-Baptiste PICARD   |           |         |
| 1840    |         | Jean-Baptiste TREVOUX  |           |         |
| 1849    |         | Laurent AUJOGUE        |           |         |
| 1850    |         | Claude PICARD          |           |         |
| 1865    |         | Jean-Baptiste PICARD   |           |         |
| 1884    |         | Charles PORTIER        |           |         |
| 1892    |         | Jean-Marie MORIN       |           |         |
| 1895    |         | Claude RAMPON          |           |         |
| 1897    |         | Jean BEROUJON          |           |         |
| 1907    |         | Claude PICARD          |           |         |
| 1935    |         | Jean-Claude MONTVENEUR |           |         |
| 1939    |         | Charles BEROUJON       |           |         |
| 1959    |         | Antoine MILLET         |           |         |
| 1972    |         | Jean-Claude RUET       |           |         |

## Population et société

### Démographie
| 1793 | 1800 | 1806 | 1821 | 1831 | 1836 | 1841 | 1846 | 1851 |
| ---- | ---- | ---- | ---- | ---- | ---- | ---- | ---- | ---- |
| 131  | 152  | 224  | 206  | 227  | 257  | 241  | 247  | 232  |

| 1856 | 1861 | 1866 | 1872 | 1876 | 1881 | 1886 | 1891 | 1896 |
| ---- | ---- | ---- | ---- | ---- | ---- | ---- | ---- | ---- |
| 231  | 216  | 240  | 253  | 252  | 245  | 234  | 217  | 210  |

| 1901 | 1906 | 1911 | 1921 | 1926 | 1931 | 1936 | 1946 | 1954 |
| ---- | ---- | ---- | ---- | ---- | ---- | ---- | ---- | ---- |
| 239  | 234  | 215  | 204  | 187  | 193  | 206  | 157  | 171  |

| 1962 | 1968 | - | - | - | - | - | - | - |
| ---- | ---- | - | - | - | - | - | - | - |
| 172  | 177  | - | - | - | - | - | - | - |

## Culture locale et patrimoine

### Lieux et monuments
- Le parc d’Arbuissonnas
- L'église remaniée au XIXe siècle.

## Pour approfondir